# Safa Aissaoui
Safa Aissaoui ou Safa Issaoui, née le 23 janvier 1985, est une athlète tunisienne, spécialiste des courses de demi-fond et des courses de fond.
Au début de sa carrière, elle remporte la médaille d'argent sur 3 000 mètres aux championnats du monde juniors 2004.
Au niveau senior, elle participe aux championnats du monde de cross-country en 2005, 2009, 2010 et 2011, sa meilleure performance étant une 54e place en 2011. Au niveau régional et continental, Aissaoui obtient une médaille d'or sur 5 000 mètres aux Jeux panarabes de 2007, une médaille d'argent sur 5 000 mètres aux Jeux panarabes de 2004, deux médailles d'argent sur 1 500 et 5 000 mètres (et une de bronze dans le relais) aux championnats panarabes 2005, et une médaille d'argent sur 1 500 mètres aux championnats d'Afrique 2006.
Elle termine également treizième aux Jeux méditerranéens de 2005 et neuvième aux Jeux méditerranéens de 2009 sur le 1 500 mètres. Elle participe au 800 mètres des championnats d'Afrique 2006 et au 1 500 mètres des Jeux africains de 2007 sans atteindre la finale.